# 이올루 아빌

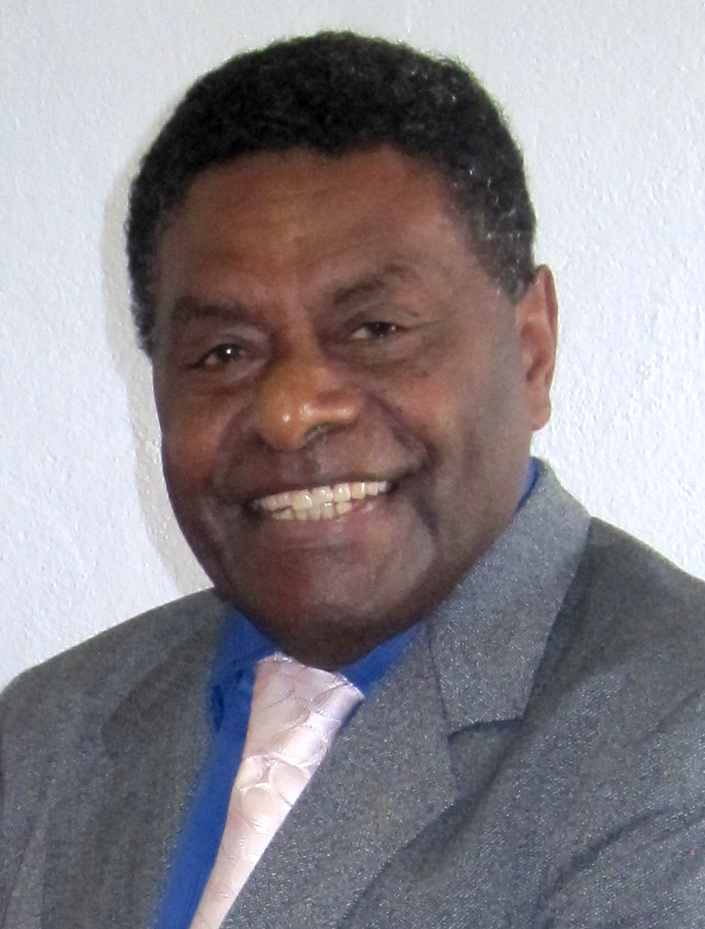
이올루 아빌

이올루 존슨 아빌(Iolu Johnson Abil, 1942년 2월 17일 ~ )은 바누아투의 정치인으로, 2009년 9월 2일부터 2014년 9월 2일까지 대통령을 역임했다.
| 전임 (권한대행)막심 카로트 코만 | 제7대 바누아투의 대통령 2009년 9월 2일 ~ 2014년 9월 2일 | 후임 (권한대행)필립 보도로 |